# Antonio Serrano Aguilar
Antonio Serrano Aguilar, né le 14 novembre 1964 à Peñas de San Pedro, est un homme politique espagnol membre du Parti populaire (PP).

## Biographie

### Biographie
Il est marié et père d'une fille et un fils.

### Carrière politique
Il est élu conseiller municipal de sa commune natale en 1991. Lors des élections suivantes de 1995, il est investi maire de Peñas de San Pedro.
Il est membre de la députation provinciale d'Albacete de 2003 à 2011.
Il est élu sénateur lors des élections générales du 14 mars 2004 pour la circonscription d'Albacete. Il ne se représente pas lors du scrutin de mars 2008 mais il est désigné sénateur par les Cortes de Castille-La Manche en représentation de la communauté autonome au Sénat le 16 septembre 2011.